# Steam Powered Giraffe
 (février 2013).
 (février 2013).
Steam Powered Giraffe (abrégé «SPG») est un projet musical monté à San Diego en 2008, populaire dans la culture steampunk. Ainsi que le décrit Bunny Bennett, l'une de ses membres, dans une interview, il s'agit d'un "spectacle de pantomime mettant en scène un groupe de vieux robots en sale état. C'est plus qu'un simple groupe. C'est une expérience théâtrale". Leurs représentations mélangent le visuel du mime avec des sketchs, des références à la pop culture, des dialogues comiques improvisés, et des chansons écrites, pour la plupart, de leur main.

## Nom
Isabella "Bunny" Bennett raconte qu'à l'origine, elle et son frère jumeau, David Michael Bennett, cherchaient un nom de groupe improbable. La première, adorant le steampunk, et le second, les girafes, ils ont tranché sur Steam Powered Giraffe ("Girafe à vapeur"). Ils ne pensaient alors pas l'utiliser un jour. Pourtant, alors qu'ils venaient de s'en servir pour nommer le faux groupe jouant dans le clip qu'ils avaient tourné, ils se rendirent compte du potentiel de ce nom et décidèrent de l'adopter.

## Carrière
C'est en voyant leur professeur de mime, Jerry Hager (mime dans le quartier du port de San Diego 26 ans durant), faire le robot, que les futurs membres de Steam Powered Giraffe, alors étudiants en théâtre, eurent pour la première fois envie de faire de même. Forts de leurs nombreuses expériences durant leurs études, ils décidèrent à la fin de celles-ci, non seulement de faire les robots dans la rue, mais aussi de jouer des chansons durant leurs performances.
En octobre 2009, le groupe sort son premier album : Album One. Celui-ci inclut le single "On Top of the Universe", sorti en mai 2009. Au début de 2011, le groupe sort un autre single, "Honeybee", en annonçant qu'il figurera sur le deuxième album, et qu'à la fin de l'année sortira un album live intitulé Live at the Globe of Yesterday's Tomorrow. Leur deuxième album, intitulé The 2¢ Show, sort quant à lui en mai 2012.
Leur musique peut aussi être entendue sur beaucoup de stations de radios steampunk diffusant dans le monde entier, comme The Clockwork Cabaret.
La chanson "Electricity Is In My Soul" est disponible sur le Rock Band Network.
Le 24 septembre 2012, le groupe annonce sur leur Tumblr que Jon Sprague quittait le groupe.
Le 1er octobre 2012, le batteur (également bassiste, guitariste et aux chœurs), Sam Luke, est appelé à devenir le robot Hatchworth.
En septembre 2014, quelques mois avant la sortie de leur troisième album, MK III, Isabella "Bunny" Bennett annonce également la sortie prochaine d'un webcomic racontant les aventures des robots qui composent le groupe en dehors des moments où ils se produisent sur scène.
Sam Luke quitte le groupe en 2017 pour être remplacé par Bryan Barbarin jouant le robot Zero.

## Influences et style
Plutôt rock, la musique de Steam Powered Giraffe incorpore également des éléments de folk et rappelle, de par sa théâtralité, le cabaret. Parmi les influences du groupe, Isabella "Bunny" Bennett cite notamment les Beatles, Electric Light Orchestra et Queen.

## Biographie fictive
La fiction écrite par le groupe sur le groupe explique pourquoi ils se déguisent en robots. D'après leurs écrits, les "automates musiciens" furent inventés par un riche inventeur de San Diego en 1896, nommé Colonel P. A. Walter, et restèrent au service de la famille Walter au fil du temps. Appelés la "Huitième merveille et demi du monde", les robots étaient une merveille de technologie, fonctionnant à l'aide de moteurs à vapeur et d'intelligence artificielle. Il est dit que le nom du groupe vient du premier robot de Walter, une girafe mécanique géante. Une biographie fictionnelle sur le site officiel indique que le groupe est "apparu" au cours de l'Histoire dans des endroits connus comme par exemple le 1933 Chicago World's Fair ainsi que The Ed Sullivan Show.

### Les robots
- The Spine (interprété par David Michael Bennett) a été construit en 1896. C'est est un robot d'avant garde "dieselpunk" avec une colonne vertébrale (spine en anglais), originellement en tuyaux de cheminée, et depuis 1955, en alliage de titane. Il possède des manières humaines très convaincantes. Il a servi les Etats-Unis d'Amérique durant plusieurs guerres mais depuis la Guerre du Vietnam, lui et les autres robots ont juré de ne plus se consacrer qu'à la paix. Sa peau est argentée, et il porte un borsalino noir ainsi qu'une cravate rouge. Il joue de la guitare, de la basse, de la mandoline et du clavier.
- Rabbit (Isabella Bunny Bennett) a été construite en 1896. Elle fonctionne grâce à un moteur à base de "matière bleue". Elle est la première intelligence artificielle à avoir été conçue par Walter et elle tient son nom du premier mot qu'elle a prononcé : rabbit (lapin en anglais). Elle a commencé à dysfonctionner en 2014 et l'équipe de Walter Robotics pensait que son moteur à matière bleue avait des fuites. En cherchant les schémas de montage, l'équipe découvre avec stupeur qu'elle n'avait pas été terminée et qu'elle était censée être une fille, et pas un garçon comme tout le monde le pensait jusqu'à présent. Peter Walter VI a corrigé cette erreur, en lui offrant de pouvoir transitionner et être enfin une femme aux yeux du monde. Malgré cette amélioration, elle conserve beaucoup de ses rouages en cuivre d'origine, ce qui lui cause des dysfonctionnements. Elle porte un chapeau de cocher, avec des lunettes de protection calées dessus, une tunique noire avec des touches de rouge, et des jupes courtes bouffantes. Elle joue au melodica et à l'accordéon.
- Zero (Bryan Barbarin) a été construit en 1896. Ancien prototype ultra-armé composé des morceaux de plusieurs autres prototypes développés sous terre, Prototype-0 (ou simplement Zero) est resté abandonné sous le manoir Walter pendant plus d'un siècle, puis a entamé une carrière solo en 2012. À la suite de mauvais investissements et de la perte de tout son argent, il retourne auprès du groupe en 2017 au départ de Hatchworth. Son costume est composé entre autres d'un très lourde chaîne autour du cou. Comme les autres membres du groupe, sa tenue est noire avec des touches de rouge. Il porte la barbe et la moustache. Il a un tempérament plutôt naïf. Il joue de la basse et du piano.

### Les humains
Actuellement, les robots sont assistés par 4 humains.
- Michael Philip Reed est connu comme étant "L'homme orchestre" ("One Man Band"); sa contribution est de faire les chœurs et jouer à la guitare, au banjo, à la basse, au piano et éventuellement à la batterie.
- Steve Negrete, l'ingénieur son. Tombé dans le monde de la musique étant enfant, puis se passionnant plus tard pour le théâtre, il rencontre le groupe par chance et le rejoint.
- Walter Worker Chelsea (Chelsea Penyak). En tant que personnage, elle est spécialiste de l'ingénierie de la "matière bleue" et entretient les robots. Comme elle travaille avec la matière bleue, sa peau est devenue blanche et ses cheveux, bleus. En tant qu'artiste, c'est une danseuse professionnelle à la retraite qui a rejoint le groupe en 2014. Elle chorégraphie les spectacles.
- Walter Worker Camille (Camille Penyak). En tant que personnage, elle est identique à Chelsea. En tant qu'artiste, elle a rejoint le groupe en 2014 quelques mois après sa sœur Chelsea. Ancienne danseuse de ballet, elle collabore avec Chelsea pour chorégraphier les spectacles.

### Autres personnages
- GG The Giraffe (Isabella "Bunny" Benett) est un bébé robot girafe avec une esthétique industrielle. Ses deux principales capacités sont de jouer du piano et d'être mignonne. Son cerveau est capable d'apprendre à une vitesse incroyable : elle a lu la saga Twilight en cinq minutes chrono, pour ensuite brûler les livres. Elle peut interagir avec n'importe quel objet électronique et passe son temps à regarder des séries et des films. Sur scène, c'est une marionnette actionnée par Isabella "Bunny" Benett.
- Beebop (Steve Negrete) a été programmé en 2003. C'est une intelligence artificielle qui a l'apparence d'un masque coupé en deux au niveau de la mâchoire. Il peut jouer du synthétiseur et servir d'interface à toutes les machines de Walter Robotics. Il les accompagne dans leurs spectacles, veillant à ce que tout se déroule au mieux. Il est le personnage le plus "robotique" du groupe dans sa personnalité. Sur scène, il est projeté sur un écran.
- Qwerty (Steve Negrete) a été programmé en 1983. C'est une intelligence artificielle qui a l'apparence d'un smiley composé de gros pixels verts sur fond noir et une voix monocorde, dans un style 8-bits. Il a les mêmes capacités et fonctions que Beebop, mais une personnalité plus prône à la plaisanterie. Sur scène, il est projeté sur un écran.

### Anciens membres
- The Jon (Jon Sprague) était un robot art déco doré, des 4 membres originaux. Il arborait une chemise noire, un pantalon à rayures, ainsi que des bretelles rouges. Il était célèbre pour ses gamineries et fut rénové dans les années 90 avec du Crystal Pepsi. Il est dit que les bretelles rouges qu'il portait étaient les mêmes que celles mentionnées dans la chanson "The Suspender Man", bien qu'il ne fut pas le personnage de la chanson. Jon Sprague a quitté le groupe en 2012, à la suite d'obligations et travaille comme artiste depuis à San Diego, Californie.
- Upgrade (Erin Burke) était un robot argenté et rose, un des quatre fondateurs du groupe. Elle portait une robe noire et une casquette et était connue pour avoir un comportement très "fille", avec toutefois, des pointes de garçon manqué. Elle rêvait en permanence de ses futurs plans pour devenir une princesse, ou un tank flottant. Erin Burke a quitté le groupe en 2011 pour des divergences créatives.
- Hatchworth (Sam Luke) est un robot art déco, fait à partir d'une gazinière, présenté le 1er octobre 2012. Il était un des premiers robots créés par le colonel P. A. Walter, mais a été rangé dans un placard à cause d'une fuite sur son réservoir. Quand The Jon a quitté le groupe, Hatchwoth fut libéré et rénové pour devenir musicien. Il était en fait auparavant le batteur du groupe, en tant que membre humain. Il joue également de la basse. Il porte un chapeau melon, arbore une moustache rousse bien fournie et est vêtu d'une tenue de militaire noire avec des touches de rouge. Il a quitté le groupe en 2017 pour être remplacé par Zero.
- Matt Smith remplaçait Sam Luke à la batterie, le poste étant vide depuis l'apparition d'Hatchworth.

## The Cavalcadium
Quand Steam Powered Giraffe a grimpé en popularité, David Michael Bennett (The Spine) a publié un site pour fans, appelé The Cavalcadium. Le site explore plus en profondeur l'univers de Steam Powered Giraffe, et dispose d'une section pour promouvoir le groupe, ainsi qu'un forum pour les fans.

## Discographie

### Albums
- Album One version 2009 (2009)
- Album One version 2011 (2011)
- Live at the Globe of Yesterday's Tomorrow (2011)
- The 2¢ Show (2012)
- MK III (2013)
- Live at Walter Robotics Expo 2013 (2014)
- The Vice Quadrant : A Space Opera (2015)
- Music from SteamWorld Heist (2015)
- Quintessential (2016)
- 1896 (2020) - 2 cd

### Singles et reprises
- On Top of the Universe (2009)
- Honeybee (2011)
- Diamonds (2013)
- I love it (2013)
- Harder Better Faster Stronger (2014)
- Cellophane (2015)
- Montana (2016)
- A Marshmallow World (2016)